# Góry Kołymskie
Góry Kołymskie, Wyżyna Kołymska, Gedan (ros. Колымское нагорье, Гедан) – system górski w azjatyckiej części Rosji, w obwodzie magadańskim i Kraju Kamczackim.
Rozciągają się na długości ok. 1300 km od gór Suntar-Chajata do Płaskowyżu Anadyrskiego wzdłuż zachodniego wybrzeża Zatoki Szelichowa; składają się z wielu pasm, masywów i płaskowyżów rozdzielonych kotlinami tektonicznymi. Wysokość do 1962 m (w pasmie Gór Omsukczańskich). Zbudowane głównie z prekambryjskich skał metamorficznych z mezozoicznymi intruzjami granitów. Klimat subpolarny, na zachodnich stokach kontynentalny (średnie temperatury stycznia -40 °C, lipca 10 °C), na wschodnich wilgotny (odpowiednio -20 °C i 4 °C); średnia roczna suma opadów 200 - 400 mm. W niższych partiach tajga, w wyższych tundra górska, w najwyższych pustynia lodowa. Występują ciepłe źródła; złoża złota, rud cyny i metali ziem rzadkich; w kotlinach węgiel kamienny i węgiel brunatny.
Wzdłuż Gór Kołymskich przebiega dział wodny między zlewiskami Oceanu Arktycznego i Oceanu Spokojnego.
Przez Góry Kołymskie prowadzi Trakt Kołymski z Magadanu do Susumanu. W południowej części leży uzdrowisko balneologiczne Tałaja.